# Wally Downes
Wally Downes (Londra, 9 giugno 1961) è un allenatore di calcio ed ex calciatore inglese, di ruolo centrocampista.

## Biografia
Suo zio Terry è stato campione del mondo di boxe nei pesi medi.

## Carriera

### Giocatore
Esordisce tra i professionisti all'età di 17 anni nella stagione 1978-1979 con la maglia del Wimbledon FC, club della quarta divisione inglese, nella seconda stagione di sempre del club nei campionati della Football League (la prima era stata proprio l'annata precedente); la sua prima stagione coincide con un terzo posto in classifica in campionato, con conseguente promozione in terza divisione, categoria in cui nella stagione 1979-1980 terminano il campionato all'ultimo posto in classifica. Il saliscendi tra quarta e terza divisione continua anche nel biennio 1980-1982, caratterizzato da una nuova promozione seguita da una nuova retrocessione; Downes, nel frattempo, si impone come titolare fisso nel club londinese, e continua a giocare con regolarità anche negli anni seguenti, caratterizzati da una rapida scalata della piramide calcistica inglese: tra il 1982 ed il 1986 arrivano infatti tre promozioni in quattro stagioni, che proiettano il club in prima divisione al termine della stagione 1985-1986. Nella stagione 1986-1987 esordisce all'età di 25 anni in prima divisione, giocandovi 15 partite, che risulteranno poi essere le sue uniche in carriera in tale competizione oltre che di fatto le ultime partite ufficiali con il Wimbledon FC, con cui nell'arco di nove stagioni totalizza complessivamente 207 partite e 15 reti in partite di campionato.
Nella stagione 1987-1988 trascorre un breve periodo in prestito al Newport County, con cui realizza 2 reti in 4 partite in quarta divisione; dopo alcuni mesi nuovamente al Wimbledon FC, nei quali non scende però mai in campo, viene ceduto a titolo definitivo allo Sheffield Utd, con cui nella seconda parte della stagione segna un gol in 9 presenze in terza divisione. Dopo una breve parentesi con i semiprofessionisti dell'Hayes si ritira nel 1988 all'età di 27 anni, anche a causa di una serie di infortuni che ne avevano compromesso gli ultimi anni di carriera (in carriera si ruppe infatti una gamba in quattro diverse occasioni, tutte in scontri di gioco).
Nel corso della sua carriera, in cui ha totalizzato complessivamente 220 presenze e 18 reti nei campionati della Football League, trascorsa in massima parte al Wimbledon FC, venne considerato come uno dei principali artefici dello spirito della cosiddetta Crazy Gang, il cui culmine sportivo coincise con la vittoria della FA Cup 1987-1988, alla quale ironicamente Downes non partecipò in quanto era stato ceduto pochi mesi prima della conquista del trofeo.

### Allenatore
Tra il 1988 ed il 2000 lavorò come vice per vari allenatori al Crystal Palace, costantemente impegnato nelle prime due divisioni inglesi durante tutta la sua permanenza in squadra; ricoprì poi un ruolo analogo al Brentford dal 2000 al 2002.
Dal 28 giugno 2002 al 14 marzo 2004 ha allenato il Brentford, impegnato nella terza divisione inglese, con un bilancio di 29 vittorie, 22 pareggi e 46 sconfitte in 97 partite ufficiali allenate nel club.
Negli anni seguenti è tornato a lavorare come vice in vari club inglesi (Reading, Southampton, Gillingham, West Ham Utd, QPR) ed indiane (Kerala Blasters, Jamshedpur e ATK). Dal 4 dicembre 2018 al 25 settembre 2019 ha invece allenato l'AFC Wimbledon, nella terza divisione inglese.
Nel 2020 diventa direttore tecnico del Mount Pleasant, club della prima divisione giamaicana, di cui durante la stagione 2021-2022 è contemporaneamente anche allenatore.
Nell'estate del 2025 diventa allenatore dei Lions Gibraltar, club della prima divisione di Gibilterra.

## Palmarès

### Giocatore

#### Competizioni nazionali
- Campionato inglese di quarta divisione: 1

Wimbledon FC: 1982-1983